# Хуан Дијаз де Солис
Хуан Дијаз де Солис (Лебрија, 1470 - 20. јануар 1516) је био морепловац и истраживач 16. века.

## Биографија
Постоје несугласице око његовог порекла. Један документ показује да је он Португалац који је био у служби Шпаније. Други тврде да је он у ствари рођен у Лебрији, провинцији Севиље у Шпанији, али поморску каријеру почиње у Португалији као пилот у Португалско-индијској армади. Пошто је напустио свој дом и брод на коме је требало да буде пилот, истог дана када је био полазак флоте, он је служио као корсар у Француским флоатама кратак период, пре него што је, касније, служио Шпанској монархији.
Служио је као навигатор на експедицијама у Јукатан 1506—1507. године и Бразил 1508. године са Винсенте Јањез Пинзоном. Постао је пилот-мајор Шпаније 1512. године након смрти Америга Веспучија и после тога је био одрерђен да допуњава Падрон Реал са Хуаном Веспучијем.
Две године након именовања за ову дужност, Дијаз де Солис је припремио експедицију која има за циљ да истражи јужне делове Америчког континента. Његова три брода и посада од 70 људи започиње пловидбу од Санлукара де Барамеде 8. октобра 1515. године. Пратио је источну обалу јужне Америке ка југу до Рио де ла Плате. Он је дошао и именовао Рио де ла Плату 1516. године, пловећи уз реку до ушћа реке Уругвај и реке Парана са два официра и седам људи. Ова мала дружина није далеко одмакла када су је напали локални Чаруа Индијанци. Чаруа су упражњавали канибализам и теорија сматра да су их појели након искрцавања са брода. Чланови посаде који су преживели говоре како су Дијаза де Солиса и већину осталих људи појели Чаруа, чиме се ставља тачка на експедицију. Његов зет, Франциско де Торес, преузима контролу над бродовима и враћа се у Шпанију.

## Признања
Неколико места у Уругвају су названа по Хуан Дијаз де Солису:
водена подручја:
- Солис Гранде
- Солис Чико

насељена места:
- Одмаралиште Солис
- Солис де Матаохо

други:
- Театар Солис, најважнији театар у Монтевидеу
- Рута 10 Хуан Дијаз де Солис